# Alavieska
Alavieska – miasto i gmina w Finlandii, w regionie Pohjois-Pohjanmaa. Jego populacja to 2764 mieszkańców, z czego 99,5% mówi w języku fińskim, a 0,2% w języku szwedzkim, a powierzchnia to 253,03 km², w tym 1,66 km² wód śródlądowych.